# Fabrication de quilles
La fabrication des jeux de quilles est un savoir-faire artisanal souvent possédé par des tourneurs sur bois. En effet, la plupart des quilles sont réalisées selon le procédé du tournage, à l’aide d’un tour à bois.

## Aquitaine
Le tournage des quilles est particulièrement pratiqué en Aquitaine pour la fabrication des quilles de six et de neuf. C’est ici que fut réalisée l’enquête qui permit au savoir-faire du tournage des quilles d’entrer à l’Inventaire du patrimoine culturel immatériel en France.

### Historique
La pratique du jeu de quilles de neuf ou de six est attestée depuis plusieurs siècles en Aquitaine. Au fil du temps cependant, la forme des quilles a évolué. Alors qu’au XIXe siècle, elles ne mesuraient qu’entre 85 et 90 centimètres, aujourd’hui elles sont plus hautes (96 centimètres). La forme était propre à chaque fabricant, ce qui obligeait les joueurs à s’adapter à chaque jeu. Au XXe siècle, le mécanisme de tournage fut motorisé, ce qui permit une plus grande régularité. À cette époque, la fabrication de la quille a évolué. Les joueurs réclamaient une certaine unification entre les jeux de quilles. La taille et le poids furent redéterminés, tout comme la forme (pomme plus haute, base plus évasée). Le rapport à la matière première, le bois, a également évolué. Il était autrefois coupé en plaine et en montagne, dans la vallée d'Aspe. Cependant, on tenait compte de leur situation, de leur exposition au soleil (les bois exposés au nord sont moins denses), de la période de coupe (en hiver pour que la sève soit redescendue). Aujourd’hui, on ne tient plus compte de ce calendrier des coupes. On n’achète plus non plus le bois en montagne, mais localement pour une question de coût. 
La fabrication des quilles se fait moins régulièrement qu’autrefois, elle fluctue en fonction de la demande des clubs et des joueurs. Il ne sort aujourd’hui (en 2015) que quelques jeux de quilles des deux fabricants, un à Vic-en-Bigorre dans les Hautes-Pyrénées et un dans les Landes. 

### Fabrication des quilles
Les mesures des quilles et de la boule doivent être très précises :
- Quilles de 9 : en bois de hêtre, 2,9 kilogrammes, 96 centimètres de hauteur, diamètre de 6 centimètres à la base, pomme de 16,2 centimètres de diamètre cerclée de 250 clous.
- Boule de quilles de 9 : en bois de noyer, diamètre de 26,5 centimètres, 6 à 6,2 kilogrammes.
- Boule de quilles de 6 : en bois de noyer ou de frêne, 1,1 à 1,2 kilogramme.

La fabrication des quilles se fait ensuite en deux étapes. Le bois coupé est d’abord débité en carrés de 19x19 centimètres puis tourné une première fois pour obtenir la forme de la quille mais avec deux centimètres d’épaisseur supplémentaires. Les pièces sont ensuite mises à sécher entre six mois et un an. Une quille peut être formée d’une seule pièce de bois ou de plusieurs assemblées. Une fois sèche, la quille est tournée une seconde fois pour ajuster ses dimensions. Les clous sont ensuite fixés à la main sur la pomme et sur le pied de la quille. Les quilles sont ensuite décorées avec une collerette à leur sommet et un ruban de trois couleurs, propres à chaque artisan. La boule est fabriquée de la même manière. Elle peut être plombée si le bois est trop léger. 
La fabrication d’un jeu complet de quilles de neuf prend en général deux jours et demi. 